# Vysoká škola báňská (Příbram)
Vysoká škola báňská, dnes Vysoká škola báňská – Technická univerzita Ostrava, byla v letech 1849 až 1945 situována v Příbrami. K přesunu do Ostravy došlo právě až v roce 1945.

## Historie
Dějiny báňského vzdělávání v Příbrami sahají až do začátku 19. století. V roce 1849 byla založena státní horní škola s německým vyučovacím jazykem. V té době to bylo jediné báňské vzdělávací zařízení v Českých zemích; mimo ni existovala už jen škola ve štýrském Leobenu. Jedním z nejvýznamnějších pedagogů školy, nejen v tomto období, byl celosvětově významný geolog František Pošepný. V roce 1865 bylo škole povoleno užívat titul Báňská akademie a v roce 1895 obdržela dekret o udělení vysokoškolského organizačního statutu..
Ve stejném roce obdržela škola k rozšíření zdarma od města objekt starého konviktu z let 1885–86, označovaný později jako budova „dvě“ v Mariánském údolí, nyní náměstí Dr. Josefa Theurera. Studenti, kteří tam dosud bydleli, byli přestěhováni do nového konviktu (budova v Jiráskových sadech — nový arcibiskupský konvikt v novorenesančním francouzském slohu z roku 1892 od architekta Vojtěcha Ignáce Ullmanna). Budova, původně určená pro 140 studujících chovanců byla později několikrát upravovaná k jiným provozním účelům. Dominuje jí průčelí s věží a propojovacím sdruženým oknem mezi prvním a druhým poschodím, směřující do kaštanové aleje Jiráskových sadů s charakteristickým výhledem na Svatou Horu.
Národnostní spory, které probíhaly v Českých zemích na začátku 20. století, přinesly návrhy na přesunutí leobenské akademie do Vídně a zrušení příbramské akademie. Uskutečnění záměru zabránila jen dlouhá jednání a fakt, že tři čtvrtiny veškeré důlní produkce v Rakousku-Uhersku tehdy pocházely z dolů v Českých zemích. V roce 1904 byly jak leobenská, tak příbramská instituce jmenovány vysokou školou báňskou (montanistickou); prvním rektorem se stal prof. Josef Theurer.
Ačkoli po vzniku Československé republiky v roce 1918 se pozice školy zásadně změnila, což vedlo k prosazení češtiny jakožto oficiálního vyučovacího jazyka v následujícím roce, k vytvoření tlusté čáry za pokusy o vystěhování školy z Příbrami nedošlo; některé podněty k takové změně v této době pocházely přímo z půdy univerzity.
Škola měla z počátku jedenáct kateder, v roce 1924 jejich počet vzrostl na osmnáct. Univerzita měla právo udělovat titul doktor montánních věd (dr. mont.). Počet studentů dosáhl maxima v roce 1921, kdy školu studovalo téměř pět set lidí. Na konci 30. let toto číslo bylo nicméně jen asi čtvrtinové.
Činnost univerzity přerušila druhá světová válka, resp. uzavření všech českých vysokých škol v roce 1939, jež bylo odvoláno roku 1945. To už je ale rok přestěhování do Ostravy – toho času centra rozvíjejícího se hornického regionu. Poslední studenti opustili Příbram v létě roku 1946.
Od roku 1922 do roku 1946, mimo nacistickou okupaci, v konviktu v sídlil rektorát Vysoké školy báňské v Příbrami, poté v letech 1946 až 1950 objekt využíval opět arcibiskupský konvikt a následně až do roku 1990 okresní národní výbor a krátce okresní úřad. Kaple v zadní části objektu byla přeměněna na velký zasedací sál a v 60. letech byl tajně zbudován podzemní kryt civilní obrany pro okresní funkcionáře, který později soužil jako sklad materiálu humanitární pomoci. Po roce 1990 připadl konvikt opět Arcibiskupství pražskému.
| Jméno (narození – úmrtí)                                                    | Nástup do úřadu     | Opuštění úřadu      |
| --------------------------------------------------------------------------- | ------------------- | ------------------- |
| prof. František Xaver Maxmilián Zippe (1791–1863)                           | 1849                | 1850                |
| prof. Johann Grimm (1805–1874)                                              | 1850                | 1874                |
| prof. Augustin Beer (1815–1879)                                             | 1874                | 1879                |
| prof. Ing. Dr. mont. h. c. Josef Hrabák (1833–1921)                         | 1879 1885           | 1881 1889           |
| prof. Ing. Karel Balling (1835–1896)                                        | 1881                | 1883                |
| prof. Ing. Gustav Ziegelheim (1839–1904)                                    | 1883 1889 1899      | 1885 1895 1901      |
| prof. Ing. Adolf Hofmann (1853–1913)                                        | 1895                | 1897                |
| prof. Dr. Ing. h. c. Dr. mont. h. c. Josef Gängl von Ehrenwerth (1843–1921) | 1897                | 1899                |
| prof. Dr. mont. h. c. Ing. Vojtěch Káš (1848–1933)                          | 1902                | 1903                |
| prof. PhDr. Josef Theurer (1862–1928)                                       | 1903 1907 1917 1926 | 1905 1911 1921 1927 |
| prof. Ing. Rudolf Vambera (1860–1918)                                       | 1905                | 1907                |
| prof. Dr. mont h.c. Ing. Ludvík Kirshner (1861–1936)                        | 1911 1929           | 1913 1930           |
| prof. Dr. techn. Ing. František Köhler (1876–1919)                          | 1913                | 1917                |
| prof. Ing. František Částek (1874–1922)                                     | 1921                | 1922                |
| prof. Ing. Václav Macka (1873–1929)                                         | 1922                | 1923                |
| prof. PhDr. František Pavlíček (1874–1947)                                  | 1923                | 1924                |
| prof. Dr. techn. Ing. František Čuřík (1876–1944)                           | 1924 1927           | 1926 1929           |
| prof. Dr. techn. Ing. Václav Pošík (1874–1952)                              | 1930                | 1931                |
| prof. Dr. mont. Ing. Bohuslav Stočes (1890–1969)                            | 1931 1936           | 1932 1937           |
| prof. Ing. Václav Cibuš (1877–1946)                                         | 1932 1939           | 1933 1940           |
| prof. Dr. mont. Ing. Alois Parma (1886–1943)                                | 1933 1937           | 1935 1938           |
| prof. Dr. techn. Ing. Alexandr Iljič Glazunov (1888–1951)                   | 1935                | 1936                |
| prof. Ing. Josef Hummel (1881–1963)                                         | 1938                | 1939                |